# Mictochroa fasciata
Mictochroa fasciata là một loài bướm đêm trong họ Noctuidae.